# Lista de mesorregiões e microrregiões do Pará

Mapa do Pará mostrando seus municípios agrupados em microrregiões, que por sua vez estão agrupadas em mesorregiões.

Esta é a lista de mesorregiões e microrregiões do Pará, estado brasileiro da Região Norte do país. O estado do Pará foi dividido geograficamente pelo IBGE em seis mesorregiões, que por sua vez abrangiam 22 microrregiões, segundo o quadro vigente entre 1989 e 2017.
Em 2017, o IBGE extinguiu as mesorregiões e microrregiões, criando um novo quadro regional brasileiro, com novas divisões geográficas denominadas, respectivamente, regiões geográficas intermediárias e imediatas.

## Mesorregiões do Pará
As seis regiões geográficas intermediárias que compõem o estado do Pará:
| Mesorregião            | Código | Número de municípios | Localização           | Microrregiões | Código |
| ---------------------- | ------ | -------------------- | --------------------- | ------------- | ------ |
| Baixo Amazonas         | 01     | 15                   |                       | Óbidos        | 001    |
| Baixo Amazonas         | 01     | 15                   | Santarém              | 002           |        |
| Baixo Amazonas         | 01     | 15                   | Almeirim              | 003           |        |
| Marajó                 | 02     | 16                   |                       | Portel        | 004    |
| Marajó                 | 02     | 16                   | Furos de Breves       | 005           |        |
| Marajó                 | 02     | 16                   | Arari                 | 006           |        |
| Metropolitana de Belém | 03     | 11                   |                       | Belém         | 007    |
| Metropolitana de Belém | 03     | 11                   | Castanhal             | 008           |        |
| Nordeste Paraense      | 04     | 49                   |                       | Salgado       | 009    |
| Nordeste Paraense      | 04     | 49                   | Bragantina            | 010           |        |
| Nordeste Paraense      | 04     | 49                   | Cametá                | 011           |        |
| Nordeste Paraense      | 04     | 49                   | Tomé-Açu              | 012           |        |
| Nordeste Paraense      | 04     | 49                   | Guamá                 | 013           |        |
| Sudoeste Paraense      | 05     | 14                   |                       | Itaituba      | 014    |
| Sudoeste Paraense      | 05     | 14                   | Altamira              | 015           |        |
| Sudeste Paraense       | 06     | 39                   |                       | Tucuruí       | 016    |
| Sudeste Paraense       | 06     | 39                   | Paragominas           | 017           |        |
| Sudeste Paraense       | 06     | 39                   | São Félix do Xingu    | 018           |        |
| Sudeste Paraense       | 06     | 39                   | Parauapebas           | 019           |        |
| Sudeste Paraense       | 06     | 39                   | Marabá                | 020           |        |
| Sudeste Paraense       | 06     | 39                   | Redenção              | 021           |        |
| Sudeste Paraense       | 06     | 39                   | Conceição do Araguaia | 022           |        |

## Microrregiões do Pará divididas por mesorregiões

### Mesorregião do Baixo Amazonas
| Microrregião | Código | Localização      | Municípios |
| ------------ | ------ | ---------------- | ---------- |
| Óbidos       | 001    |                  | Faro       |
| Óbidos       | 001    | Juruti           |            |
| Óbidos       | 001    | Óbidos           |            |
| Óbidos       | 001    | Oriximiná        |            |
| Óbidos       | 001    | Terra Santa      |            |
| Santarém     | 002    |                  | Alenquer   |
| Santarém     | 002    | Belterra         |            |
| Santarém     | 002    | Curuá            |            |
| Santarém     | 002    | Mojuí dos Campos |            |
| Santarém     | 002    | Monte Alegre     |            |
| Santarém     | 002    | Placas           |            |
| Santarém     | 002    | Prainha          |            |
| Santarém     | 002    | Santarém         |            |
| Almeirim     | 003    |                  | Almeirim   |
| Almeirim     | 003    | Porto de Moz     |            |

### Mesorregião do Marajó
| Microrregião    | Código | Localização                | Municípios         |
| --------------- | ------ | -------------------------- | ------------------ |
| Portel          | 004    |                            | Bagre              |
| Portel          | 004    | Gurupá                     |                    |
| Portel          | 004    | Melgaço                    |                    |
| Portel          | 004    | Portel                     |                    |
| Furos de Breves | 005    |                            | Afuá               |
| Furos de Breves | 005    | Anajás                     |                    |
| Furos de Breves | 005    | Breves                     |                    |
| Furos de Breves | 005    | Curralinho                 |                    |
| Furos de Breves | 005    | São Sebastião da Boa Vista |                    |
| Arari           | 006    |                            | Cachoeira do Arari |
| Arari           | 006    | Chaves                     |                    |
| Arari           | 006    | Muaná                      |                    |
| Arari           | 006    | Ponta de Pedras            |                    |
| Arari           | 006    | Salvaterra                 |                    |
| Arari           | 006    | Santa Cruz do Arari        |                    |
| Arari           | 006    | Soure                      |                    |

### Mesorregião Metropolitana de Belém
| Microrregião | Código | Localização           | Municípios |
| ------------ | ------ | --------------------- | ---------- |
| Belém        | 007    |                       | Ananindeua |
| Belém        | 007    | Barcarena             |            |
| Belém        | 007    | Belém                 |            |
| Belém        | 007    | Benevides             |            |
| Belém        | 007    | Marituba              |            |
| Belém        | 007    | Santa Bárbara do Pará |            |
| Castanhal    | 008    |                       | Bujaru     |
| Castanhal    | 008    | Castanhal             |            |
| Castanhal    | 008    | Inhangapi             |            |
| Castanhal    | 008    | Santa Izabel do Pará  |            |
| Castanhal    | 008    | Santo Antônio do Tauá |            |

### Mesorregião do Nordeste Paraense
| Microrregião | Código | Localização             | Municípios     |
| ------------ | ------ | ----------------------- | -------------- |
| Salgado      | 009    |                         | Colares        |
| Salgado      | 009    | Curuçá                  |                |
| Salgado      | 009    | Magalhães Barata        |                |
| Salgado      | 009    | Maracanã                |                |
| Salgado      | 009    | Marapanim               |                |
| Salgado      | 009    | Salinópolis             |                |
| Salgado      | 009    | São Caetano de Odivelas |                |
| Salgado      | 009    | São João da Ponta       |                |
| Salgado      | 009    | São João de Pirabas     |                |
| Salgado      | 009    | Terra Alta              |                |
| Salgado      | 009    | Vigia                   |                |
| Bragantina   | 010    |                         | Augusto Corrêa |
| Bragantina   | 010    | Bonito                  |                |
| Bragantina   | 010    | Bragança                |                |
| Bragantina   | 010    | Capanema                |                |
| Bragantina   | 010    | Igarapé-Açu             |                |
| Bragantina   | 010    | Nova Timboteua          |                |
| Bragantina   | 010    | Peixe-Boi               |                |
| Bragantina   | 010    | Primavera               |                |
| Bragantina   | 010    | Quatipuru               |                |
| Bragantina   | 010    | Santa Maria do Pará     |                |
| Bragantina   | 010    | Santarém Novo           |                |
| Bragantina   | 010    | São Francisco do Pará   |                |
| Bragantina   | 010    | Tracuateua              |                |
| Cametá       | 011    |                         | Abaetetuba     |
| Cametá       | 011    | Baião                   |                |
| Cametá       | 011    | Cametá                  |                |
| Cametá       | 011    | Igarapé-Miri            |                |
| Cametá       | 011    | Limoeiro do Ajuru       |                |
| Cametá       | 011    | Mocajuba                |                |
| Cametá       | 011    | Oeiras do Pará          |                |
| Tomé-Açu     | 012    |                         | Acará          |
| Tomé-Açu     | 012    | Concórdia do Pará       |                |
| Tomé-Açu     | 012    | Moju                    |                |
| Tomé-Açu     | 012    | Tailândia               |                |
| Tomé-Açu     | 012    | Tomé-Açu                |                |
| Guamá        | 013    |                         | Aurora do Pará |
| Guamá        | 013    | Cachoeira do Piriá      |                |
| Guamá        | 013    | Capitão Poço            |                |
| Guamá        | 013    | Garrafão do Norte       |                |
| Guamá        | 013    | Ipixuna do Pará         |                |
| Guamá        | 013    | Irituia                 |                |
| Guamá        | 013    | Mãe do Rio              |                |
| Guamá        | 013    | Nova Esperança do Piriá |                |
| Guamá        | 013    | Ourém                   |                |
| Guamá        | 013    | Santa Luzia do Pará     |                |
| Guamá        | 013    | São Domingos do Capim   |                |
| Guamá        | 013    | São Miguel do Guamá     |                |
| Guamá        | 013    | Viseu                   |                |

### Mesorregião do Sudoeste Paraense
| Microrregião | Código | Localização           | Municípios |
| ------------ | ------ | --------------------- | ---------- |
| Itaituba     | 014    |                       | Aveiro     |
| Itaituba     | 014    | Itaituba              |            |
| Itaituba     | 014    | Jacareacanga          |            |
| Itaituba     | 014    | Novo Progresso        |            |
| Itaituba     | 014    | Rurópolis             |            |
| Itaituba     | 014    | Trairão               |            |
| Altamira     | 015    |                       | Altamira   |
| Altamira     | 015    | Anapu                 |            |
| Altamira     | 015    | Brasil Novo           |            |
| Altamira     | 015    | Medicilândia          |            |
| Altamira     | 015    | Pacajá                |            |
| Altamira     | 015    | Senador José Porfírio |            |
| Altamira     | 015    | Uruará                |            |
| Altamira     | 015    | Vitória do Xingu      |            |

### Mesorregião do Sudeste Paraense
| Microrregião          | Código | Localização               | Municípios               |
| --------------------- | ------ | ------------------------- | ------------------------ |
| Tucuruí               | 016    |                           | Breu Branco              |
| Tucuruí               | 016    | Itupiranga                |                          |
| Tucuruí               | 016    | Jacundá                   |                          |
| Tucuruí               | 016    | Nova Ipixuna              |                          |
| Tucuruí               | 016    | Novo Repartimento         |                          |
| Tucuruí               | 016    | Tucuruí                   |                          |
| Paragominas           | 017    |                           | Abel Figueiredo          |
| Paragominas           | 017    | Bom Jesus do Tocantins    |                          |
| Paragominas           | 017    | Dom Eliseu                |                          |
| Paragominas           | 017    | Goianésia do Pará         |                          |
| Paragominas           | 017    | Paragominas               |                          |
| Paragominas           | 017    | Rondon do Pará            |                          |
| Paragominas           | 017    | Ulianópolis               |                          |
| São Félix do Xingu    | 018    |                           | Bannach                  |
| São Félix do Xingu    | 018    | Cumaru do Norte           |                          |
| São Félix do Xingu    | 018    | Ourilândia do Norte       |                          |
| São Félix do Xingu    | 018    | São Félix do Xingu        |                          |
| São Félix do Xingu    | 018    | Tucumã                    |                          |
| Parauapebas           | 019    |                           | Água Azul do Norte       |
| Parauapebas           | 019    | Canaã dos Carajás         |                          |
| Parauapebas           | 019    | Curionópolis              |                          |
| Parauapebas           | 019    | Eldorado do Carajás       |                          |
| Parauapebas           | 019    | Parauapebas               |                          |
| Marabá                | 020    |                           | Brejo Grande do Araguaia |
| Marabá                | 020    | Marabá                    |                          |
| Marabá                | 020    | Palestina do Pará         |                          |
| Marabá                | 020    | São Domingos do Araguaia  |                          |
| Marabá                | 020    | São João do Araguaia      |                          |
| Redenção              | 021    |                           | Pau-d'Arco               |
| Redenção              | 021    | Piçarra                   |                          |
| Redenção              | 021    | Redenção                  |                          |
| Redenção              | 021    | Rio Maria                 |                          |
| Redenção              | 021    | São Geraldo do Araguaia   |                          |
| Redenção              | 021    | Sapucaia                  |                          |
| Redenção              | 021    | Xinguara                  |                          |
| Conceição do Araguaia | 022    |                           | Conceição do Araguaia    |
| Conceição do Araguaia | 022    | Floresta do Araguaia      |                          |
| Conceição do Araguaia | 022    | Santa Maria das Barreiras |                          |
| Conceição do Araguaia | 022    | Santana do Araguaia       |                          |